# Thyone purpureopunctata
Thyone purpureopunctata is een zeekomkommer uit de familie Phyllophoridae.
De wetenschappelijke naam van de soort werd in 2001 gepubliceerd door Yulin Liao & David Pawson.